# Lia de Aguiar
Lia Borges de Aguiar (Taubaté, 30 de abril de 1927 – Piedade, 8 de junho de 2000) foi uma atriz brasileira.

## Biografia
Seu pai era funcionário público e sua mãe dona de casa, segundo a própria. Quando mudou-se para a cidade de São Paulo, conheceu Sagramor de Scuvero, radialista jovem, que a ajudou a entrar na rádio e na televisão. Devido a amizade deste com Homero Silva, que dirigia e apresentava na Rádio Difusora de São Paulo o programa Clube do Papai Noel, Lia começou como cantora, passando a seguir para o ramo rádio-teatro. 
Sagramour de Scuvero também organizou um programa, que se chamava Teatro de Brinquedo, onde eram montadas peças teatrais infantis, levadas ao rádio, porém feitas no palco com auditório. Inicialmente modesto, mas logo o CPP - Centro do Professorado Paulista, teve de aumentar o número de lugares para comportar mais de mil pessoas. Nesta época, encenou Branca de Neve, A gata borralheira e Joãozinho e Maria, entre tantos outros.
Foi contratada pelas Emissoras Tupi-Difusora de São Paulo ou Rádio Tupi. Começou a fazer os papéis de "ingênua", nas rádio-novelas. Seu primeiro grande papel foi em Quo-Vadis, com Otávio Gabus Mendes. A seguir, passou a trabalhar com Oduvaldo Viana e esteve em inúmeros rádio-teatros. Sua voz era considerada linda e sua dicção perfeita. São dessa época os sucessos Tempestade d'alma, A felicidade bate a sua porta e Pelos caminhos da vida.
Em 1950, a televisão chegou ao Brasil. Era o primeiro país da América do Sul e Lia esteve presente desde o primeiro dia.                                                Foi a primeira protagonista do programa Sua vida por um fio e participou da primeira telenovela brasileira Sua vida me pertence e de outros programas como TV de Vanguarda, atuou nos teleteatros A vaidosa, Esquina perigosa e E o vento levou. Atuou na peça de Henrik Ibsen Casa de Bonecasinterpretou o papel principal, Nora Helmer. Participou de telenovelas e foi apresentadora, a primeira da televisão brasileira. Apresentou o programa Encontro entre amigos, que ficou no ar por muitos anos, sempre no horário nobre.
Casou-se com Devanir Otaviano Corazza, teve dois filhos, Denise e Gilberto, com isso afastou-se da TV em 1957. Em 1969, após um período de doze anos de afastamento, voltou a fazer programas na TV Bandeirantes, em seguida na TV Record e no SBT. Em 1983 anunciou um segundo hiato dos trabalhos novamente para cuidar de problemas de saúde. Em 1994 retornou pela segunda vez. Algumas das peças de teatro em que participou foram Feitiço, no Teatro Popular do SESI e Você tem medo do ridículo, Clark Gable?. Faleceu em 2000, devido a uma parada cardíaca, em consequência de crise de asma.

## Carreira

### Na televisão
| Ano  | Título                       | Personagem              | Notas                           |
| ---- | ---------------------------- | ----------------------- | ------------------------------- |
| 1999 | Chiquititas                  | Condessa D'Egmont       | Temporada 4                     |
| 1998 | Pérola Negra                 | Branca Pacheco Oliveira |                                 |
| 1998 | Fascinação                   | Querubina Vidigal       |                                 |
| 1997 | Os Ossos do Barão            | Lupércia                |                                 |
| 1996 | Á Última Semana              | Dona Lurdes             |                                 |
| 1994 | Éramos Seis                  | Dona Marlene            |                                 |
| 1993 | Retrato de Mulher            | Sílvia                  | Episódio:"Era uma vez... Hellô" |
| 1983 | A Ponte do Amor              | Magnólia Avelar         |                                 |
| 1982 | A força do amor              | Julica                  |                                 |
| 1981 | Partidas dobradas            | Ruth                    |                                 |
| 1980 | Dulcinéa Vai à Guerra        | Múrcia                  |                                 |
| 1980 | Cabaret Literário            | —                       |                                 |
| 1980 | Um Homem Muito Especial      | —                       |                                 |
| 1979 | Dinheiro Vivo                | Isildinha               |                                 |
| 1978 | O Direito de Nascer          | Consolação              |                                 |
| 1977 | Éramos Seis                  | Madre Superiora         |                                 |
| 1976 | Tchan, a Grande Sacada       | Juanita Morales Baroni  |                                 |
| 1976 | Xeque-Mate                   | Carolina                |                                 |
| 1975 | Ovelha Negra                 | Cecília                 |                                 |
| 1975 | Um Dia, o Amor               | Débora                  |                                 |
| 1974 | A Barba-Azul                 | Ester                   |                                 |
| 1973 | Vidas Marcadas               | Elizabeth Monteiro      |                                 |
| 1973 | Vendaval                     | Sara                    |                                 |
| 1972 | O Leopardo                   | Ester                   |                                 |
| 1972 | Os Fidalgos da Casa Mourisca | Paola da Póvoa          |                                 |
| 1971 | Sol Amarelo                  | Elvira Albuquerque      |                                 |
| 1971 | Os Deuses Estão Mortos       | Eulália                 |                                 |
| 1970 | As Pupilas do Senhor Reitor  | Rosa                    |                                 |
| 1969 | Algemas de Ouro              | Naná                    |                                 |
| 1969 | Seu Único Pecado             | Carmen                  |                                 |
| 1957 | TV de Vanguarda              | —                       |                                 |
| 1957 | TV de Vanguarda              | Lola Delaney            |                                 |
| 1957 | Coração inquieto             | Carolina                |                                 |
| 1956 | E o Vento Levou              | Melanie Hamilton        |                                 |
| 1956 | TV de Vanguarda              | Dounia                  |                                 |
| 1955 | TV de Vanguarda              | Nastasia Filipovna      |                                 |
| 1955 | Engenho das Almas            | —                       |                                 |
| 1955 | Caminhos sem fim             | Olívia                  |                                 |
| 1954 | Encruzilhada                 | —                       |                                 |
| 1954 | TV de Vanguarda              | Vários                  |                                 |
| 1953 | TV de Vanguarda              | Vários                  |                                 |
| 1952 | TV de Vanguarda              |                         |                                 |
| 1951 | Sua Vida Me Pertence         | Eliana                  |                                 |

### No cinema
| Ano  | Título                       | Personagem              |
| ---- | ---------------------------- | ----------------------- |
| 1998 | A Hora Mágica                | Glaura                  |
| 1979 | Dani, um cachorro muito vivo |                         |
| 1975 | O sexo mora ao lado          |                         |
| 1956 | O Sobrado                    | Maria Valéria           |
| 1951 | O comprador de fazendas      | dublando a voz de Gilda |
| 1949 | Quase no Céu                 | Noiva                   |

## Prêmios e indicações

### Troféu Roquette Pinto
| Ano  | Categoria    | Indicação     | Resultado |
| ---- | ------------ | ------------- | --------- |
| 1952 | Melhor Atriz | Lia de Aguiar | Venceu    |